# Sahelantrop
Sahelanthropus tchadensis – wymarły gatunek ssaka człekokształtnego. Żył około 7 mln lat temu (górny miocen) w Środkowej Afryce. Właściwie nic nie wiadomo o tych istotach poza wyglądem ich czaszek, które odnaleziono w latach 2001–2002 w okolicach jeziora Czad. Czaszki wyglądają podobnie do ludzkich. Płaska twarz, podobne uzębienie, jedynie znacznie mniejsza puszka mózgowa i szerszy rozstaw oczodołów.

## Teoria ewolucji
Istnieją różne teorie ewolucji Sahelanthropus tchadensis. Mógł on być przodkiem dzisiejszych małp człekokształtnych lub też jednym z najwcześniejszych ludzi. Można go też uznać za wspólnego przodka ludzi i szympansów.

## Opis

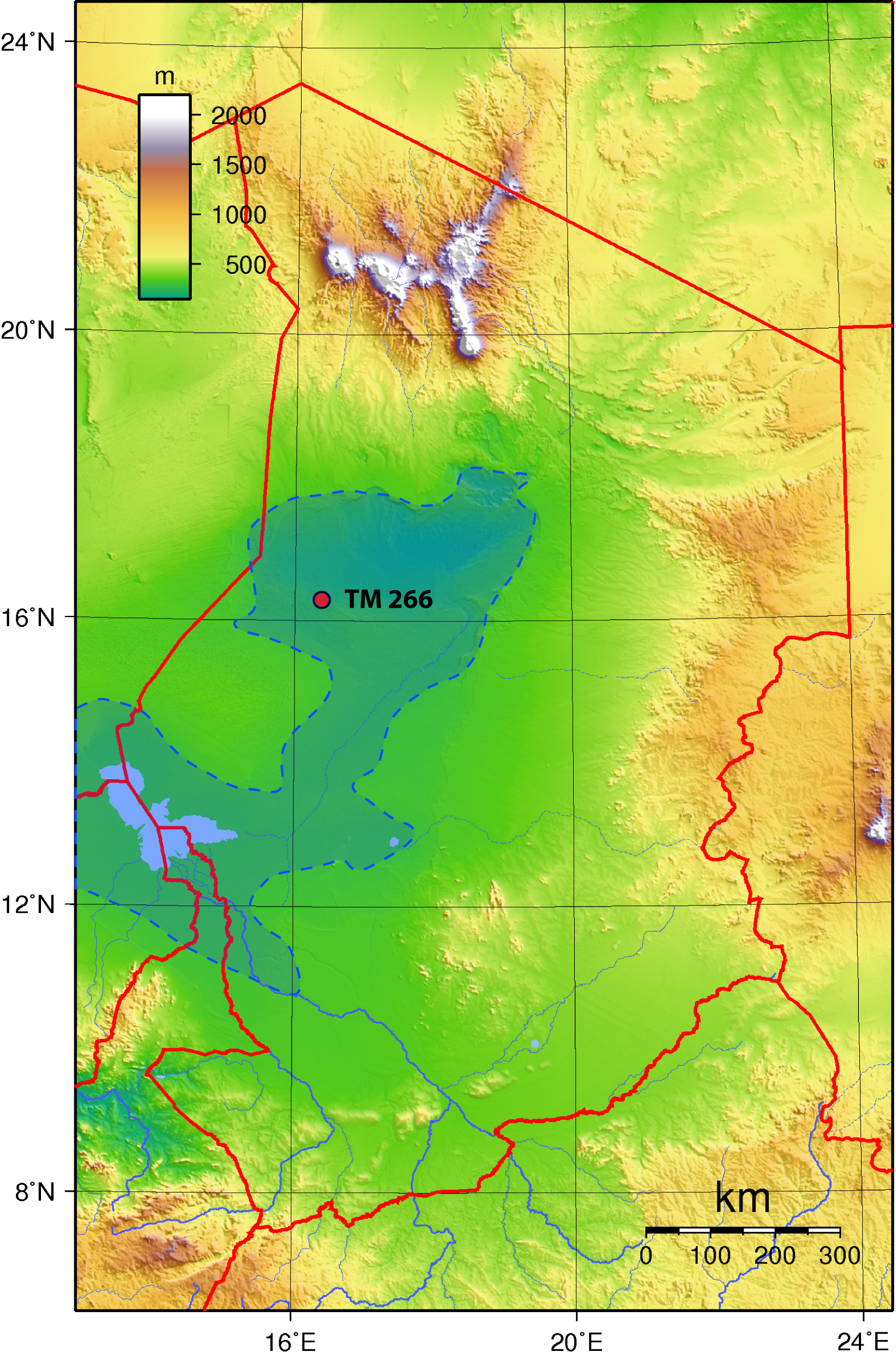
Miejsce odkrycia

Holotypem jest okaz TM-266-01-060-1, odnaleziony na stanowisku Tolros-Menalla 266, na pustyni Djurab w Czadzie. Cechy charakterystyczne to: ortognatyczna twarz (cecha bardzo progresywna), duży i ciągły wał nadoczodołowy, obecność małego grzebienia kostnego na szczycie czaszki, do którego przyczepione były mięśnie szczęk, duże zwężenie zaoczodołowe, wąski U-kształtny łuk zębodołowy i duży grzebień karkowy na potylicy, do którego przyczepione były mięśnie karku.

## Sahelpithecus?
Według Milforda H. Wolpoffa, Brigitte Senut i Martina Pickforda zwierzę to jest jedną z mioceńskich małp człekokształtnych, których ewolucja nie miała nic wspólnego z linią homininów, a jest jedynie dowodem ogromnej zmienności wśród małpiej linii rodowej.
Badacze ci wskazują na takie cechy, jak szerokość kłów w zakresie zmienności kłów szympansa i goryla (u samicy), pasmo starcia szkliwa wzdłuż tylnego brzegu sygnalizujące obecność kompleksu tnącego, silnie rozbudowany grzebień karkowy (jak u goryli) oraz brak niezbitych dowodów na fakultatywną bipedię. Michel Brunet (odkrywca) twierdzi, że to najstarszy przedstawiciel hominidów i argumentuje, że na podstawie samych pomiarów niczego nie można dowieść. Ważna jest wielkość względna, a nie bezwzględna i proporcje przedtrzonowców i trzonowców, które są charakterystyczne dla późniejszych hominidów. Budowa kła świadczy o braku kompleksu tnącego (zła interpretacja ekspozycji zębiny), bowiem krawędź tylna jest nieostra, a duży i ciągły wał nadoczodołowy stanowi odpowiedź na naprężenia związane z funkcjonowaniem przednich zębów.